# Dino De Laurentiis
Dino De Laurentiis, właśc. Agostino De Laurentiis (ur. 8 sierpnia 1919 w Torre Annunziata, zm. 11 listopada 2010 w Beverly Hills) – włoski producent filmowy.

## Życiorys

### Wczesne lata
Urodził się w Torre Annunziata. Pracę zarobkową rozpoczął w bardzo wczesnym wieku, sprzedając spaghetti produkowane przez swego ojca. Studiował na rzymskiej Centro sperimentale di cinematografia, naukę przerwała mu jednak II wojna światowa.

### Kariera
W 1946 założył własną wytwórnię filmową Dino de Laurentiis Cinematografica, która upadła w 1970. W 1976 przeniósł się do Stanów Zjednoczonych, gdzie założył kolejną wytwórnię filmową De Laurentiis Entertainment Group (DEG), która w 1983 została przekształcona w Dino de Laurentiis Company (DDLC). Od 1940, kiedy powstał jego pierwszy film (L'ultimo Combattimento), wyprodukował około 150 tytułów, wśród których można znaleźć najbardziej znane i utytułowane produkcje filmowe w historii kina światowego.

## Życie prywatne
Był trzykrotnie żonaty. Jego pierwsze małżeństwo zostało unieważnione. W 1949 poślubił Silvanę Mangano, z którą miał czworo dzieci: Weronikę, Raffaellę (również producentkę filmową), Federica (który zginął tragicznie w 1981) i Francescę. Rozwiedli się w 1989 po 40 latach małżeństwa. W 1990 Dino poślubił producentkę filmową Marthę Schumacher, z którą miał dwie córki – Karolinę i Dinę. Jego wnuczka Giada De Laurentiis jest gwiazdą amerykańskiej stacji telewizyjnej Food Network. Jego bratanek Aurelio De Laurentiis jest właścicielem wytwórni filmowej Filmauro i prezesem włoskiego klubu piłkarskiego SSC Napoli.

## Filmografia
| Rok  | Film                               | Reżyseria          |
| ---- | ---------------------------------- | ------------------ |
| 1949 | Gorzki ryż                         | Giuseppe De Santis |
| 1954 | La strada                          | Federico Fellini   |
| 1956 | Wojna i pokój                      | King Vidor         |
| 1957 | Noce Cabirii                       | Federico Fellini   |
| 1960 | Wszyscy do domu                    | Luigi Comencini    |
| 1961 | Życie nie jest łatwe               | Dino Risi          |
| 1965 | Bitwa o Ardeny                     | Ken Annakin        |
| 1968 | Barbarella                         | Roger Vadim        |
| 1973 | Serpico                            | Sidney Lumet       |
| 1974 | Życzenie śmierci                   | Michael Winner     |
| 1976 | King Kong                          | John Guillermin    |
| 1980 | Flash Gordon                       | Mike Hodges        |
| 1981 | Halloween 2                        | Rick Rosenthal     |
| 1981 | Ragtime                            | Miloš Forman       |
| 1982 | Conan Barbarzyńca                  | John Milius        |
| 1982 | Amityville II: Opętanie            | Damiano Damiani    |
| 1983 | Martwa strefa                      | David Cronenberg   |
| 1983 | Amityville III: Demon              | Richard Fleischer  |
| 1984 | Conan Niszczyciel                  | Richard Fleischer  |
| 1984 | Podpalaczka                        | Mark L. Lester     |
| 1984 | Diuna                              | David Lynch        |
| 1984 | Bunt na Bounty                     | Roger Donaldson    |
| 1985 | Jak to się robi w Chicago          | John Irvin         |
| 1985 | Rok smoka                          | Michael Cimino     |
| 1985 | Czerwona Sonja                     | Richard Fleischer  |
| 1986 | Blue Velvet                        | David Lynch        |
| 1986 | Łowca                              | Michael Mann       |
| 1986 | King Kong żyje                     | John Guillermin    |
| 1990 | Godziny rozpaczy                   | Michael Cimino     |
| 1993 | Sidła miłości                      | Uli Edel           |
| 1993 | Armia ciemności                    | Sam Raimi          |
| 1995 | Zabójcy                            | Richard Donner     |
| 1996 | Brudne pieniądze                   | Bracia Wachowski   |
| 1997 | Incydent                           | Jonathan Mostow    |
| 2000 | U-571                              | Jonathan Mostow    |
| 2001 | Hannibal                           | Ridley Scott       |
| 2002 | Czerwony smok                      | Brett Ratner       |
| 2006 | Hannibal. Po drugiej stronie maski | Peter Webber       |
| 2007 | Ostatni legion                     | Doug Lefler        |
| 2007 | Dekameron                          | David Leland       |

## Nagrody i nominacje
| Nagroda | Rok  | Kategoria                        | Za                     | Wynik   |
| ------- | ---- | -------------------------------- | ---------------------- | ------- |
| Oscar   | 1957 | Najlepszy film nieanglojęzyczny  | La strada              | Wygrana |
| Oscar   | 2001 | Nagroda im. Irvinga G. Thalberga | całokształt twórczości | Wygrana |